# Scenopinus mariensis
Scenopinus mariensis är en tvåvingeart som beskrevs av Kelsey 1981. Scenopinus mariensis ingår i släktet Scenopinus och familjen fönsterflugor.
Artens utbredningsområde är Turkmenistan. Inga underarter finns listade i Catalogue of Life.